# Lafayette (Luisiana)
Lafayette ( /ˌlɑːfiːˈɛt,_ˌlæf-/, pronunciación en francés: /lafajɛt/) es una ciudad del estado estadounidense de Luisiana, y es la sede parroquial más poblada de la parroquia de Lafayette, ubicada a orillas del río Vermilion. Es el cuarto municipio incorporado más grande de Luisiana por población y el 234.º más poblado de los Estados Unidos, con una población del censo de 2020 de 121 374 habitantes; la población de la ciudad-parroquia consolidada era de 241 753 habitantes en 2020. El área metropolitana de Lafayette fue la tercera mayor área estadística metropolitana de Luisiana, con una población de 478 384 habitantes en el censo de 2020. La región de Acadiana, en la cual se ubica Lafayette, es el mayor corredor económico y de población entre Houston, Texas y Nueva Orleans.
Originalmente fundada como Vermilionville en la década de 1820 e incorporada en 1836, Lafayette se desarrolló como una comunidad agrícola hasta la introducción de centros comerciales y de entretenimiento, y el descubrimiento de petróleo en la comarca durante la década de 1940. Desde ese momento, la mayor parte de la mano de obra de se dedica a la industria petrolera y del gas natural. Además, a fecha de 2018, la ciudad y la parroquia eran, de todo el estado de Luisiana, las que tienen más trabajadores ocupados en dichos sectores. Con la emisión de una ordenanza de bonos para una serie de caminos que conectan los asentamientos cercanos; el establecimiento del campus de Lafayette del Sistema de la Universidad de Luisiana; y la continua diversificación de su economía, Lafayette y su área metropolitana han experimentado un crecimiento demográfico desde el censo de 1840 y pronto se la apodó "La ciudad central". La ciudad y la parroquia de Lafayette también se conocen como el "Corazón de Acadiana". Como resultado de su crecimiento, la ciudad y la región se han convertido en los principales centros de la industria tecnológica; Lafayette también se convirtió en un importante centro de atención médica y servicios sociales, aeroespacial, bancario y minorista. Las corporaciones notables con sede o una gran presencia en la zona de Lafayette son Amazon, Brookshire Grocery Company, CGI, JP Morgan Chase, Ochsner Health System, Petroleum Helicopters International, y Mercados de Rouses.
Lafayette cuenta con una población diversa de origen criollo y cajún de Luisiana. En 2014, fue nombrada la "ciudad más feliz de Estados Unidos". Los iconos culturales de la ciudad y la región son la Casa Alexandre Mouton, la Brandt House, la Casa de Charles H. Mouton, la Catedral de San Juan Evangelista, la Casa Daigle, la Primera Iglesia Metodista Unida, el Holy Rosary Institute, Hope Lodge N.º 145 y el antiguo Ayuntamiento de Lafayette. Sus principales instituciones educativas son la Universidad de Luisiana en Lafayette, South Louisiana Community College y Remington College.

## Etimología
Lafayette lleva el nombre del marqués de Lafayette. Poco se sabe acerca de los primeros asentamientos o si la zona tenía un nombre diferente antes de la colonización europea. La ciudad fue fundada originalmente en 1821 como Vermilionville.

## Historia

### Colonización y asentamiento
Los nativos americanos attakapa habitaban esta área en el momento del primer encuentro europeo. Los colonos franceses fundaron el primer asentamiento europeo, Petit Manchac, un puesto comercial a lo largo del río Vermilion. A mediados y finales del siglo XVIII, numerosos refugiados acadienses se asentaron en esta zona, después de ser expulsados de Canadá después de que Gran Bretaña derrotara a Francia en la guerra de los Siete Años. Se casaron con otros colonos, formando lo que se conoció como cultura cajún, que mantuvo el uso del idioma francés y la adhesión a la Iglesia católica.

### Incorporación municipal
Jean Mouton, un colono acadiano, donó un terreno a la Iglesia Romana para la construcción de una pequeña capilla católica en este sitio. En 1824, esta área fue seleccionada para la sede de la parroquia de Lafayette y fue nombrada Vermilionville, por su ubicación en el río; en 1836, la Legislatura del Estado de Luisiana aprobó su incorporación.
El área fue desarrollada inicialmente por europeos para la agricultura, principalmente plantaciones de azúcar, que dependían del trabajo de numerosos africanos y afroamericanos esclavizados. Constituían un gran porcentaje de la población anterior a la guerra. Según los datos del censo en 1830, alrededor del 41 % de la población de la parroquia de Lafayette estaba esclavizada. Para 1860, la población esclavizada había aumentado al 49,6 %. Algunas personas libres de color también vivían en la parroquia de Lafayette; representaron del 3 % a un mínimo del 2,4 % entre 1830 y 1860.
En 1884, Vermilionville pasó a llamarse General Lafayette, un aristócrata francés que había luchado y ayudado significativamente al Ejército Continental durante la Guerra de Independencias. La economía de la ciudad y la parroquia continuó basándose en la agricultura hasta principios del siglo XX. Después de la guerra de Secesión, la mayor parte del trabajo lo realizaban libertos, que trabajaban como aparceros. Desde la década de 1930, la mecanización de la agricultura comenzó a reducir la necesidad de trabajadores agrícolas.

### Crecimiento y consolidación
En 1898, la Universidad de Luisiana en Lafayette se estableció en la ciudad como el Instituto Industrial del Suroeste de Luisiana. Se inauguró en 1901 y cambió su nombre a University of Southwestern Louisiana en 1960. El nombre actual de la universidad fue elegido en 1999.
En la década de 1940, después de que se descubrió petróleo en la parroquia, las industrias del petróleo y el gas natural se expandieron para dominar la economía. Para 2018, Lafayette tenía la mayor cantidad de trabajadores de la industria del petróleo y el gas natural en el estado.
Desde la segunda mitad del siglo XX, Lafayette ha sido sede de los Festivals Acadiens et Créoles y fue candidata como sede del equipo New Orleans Pelicans NBA G League en 2017.
En 1996, la ciudad y la parroquia se consolidaron; Los gobiernos de la ciudad y la parroquia se fusionaron, aunque otros cinco municipios incorporados continuaron operando con sus propios gobiernos municipales y departamentos. Desde principios del siglo XXI, un comité propuso la desconsolidación de la ciudad y la parroquia.
En 2015 se registró el tiroteo en Lafayette en 2015, que dejó tres muertos 3 (incluido el perpetrador). Durante 2015, el área metropolitana de Lafayette también superó al área metropolitana de Shreveport – Bossier City por población, convirtiéndose en la tercera región metropolitana más grande de Luisiana.

## Geografía
La ciudad de Lafayette está ubicada en la región Acadiana del sur de Luisiana en la costa del golfo de los Estados Unidos. Fue parte del lecho marino durante el período Cuaternario anterior. Durante este tiempo, el río Misisipi cortó un valle de 99,1 m entre lo que ahora es Lafayette y Baton Rouge. Este valle se llenó y ahora es la Cuenca Atchafalaya. La ciudad está situada en el borde occidental de este valle.
El área de Lafayette es parte del suroeste de Louisiana Prairie Terrace; es más alto y no está hecho de humedales como gran parte de las áreas circundantes al sur y al oeste de Lafayette. Lafayette no sufre problemas significativos de inundaciones, fuera de las inundaciones repentinas locales. Lafayette se ha desarrollado a ambos lados del río Vermilion. Otras vías fluviales importantes en la ciudad son Isaac Verot Coulee, Coulee Mine, Coulee des Poches y Coulee Ile des Cannes, que son canales de drenaje natural que conducen al río Vermilion.
Lafayette se encuentra aproximadamente a 217 km de Nueva Orleans, 95 km de la capital del estado de Baton Rouge, 121 km de Lake Charles, y 143 km de Alejandría. La ciudad tiene una elevación que va desde los 11 m a 15 m sobre el nivel del mar. Según la Oficina del Censo de los Estados Unidos, la ciudad tiene una superficie total de 144 km² , de las cuales 144 km² es tierra y 0,21 km² (0,19 %) está cubierto por agua.

### Paisaje urbano

Panorama del centro de Lafayette (2021)

La arquitectura de la ciudad de Lafayette es diversa, con una colección de más de ocho estructuras del centro incluidas en el Registro Nacional de Lugares Históricos. Entre los lugares de interés del centro de Lafayette destacan el antiguo Ayuntamiento de Lafayette y la Catedral de San Juan Evangelista. Cerca de estas estructuras, Chase y Doubletree han sido los edificios más altos del área con 15 y 16 pisos.
Con el anuncio de la última adición a la ciudad en más de 40 años, se planificaron dos torres de gran altura y se levantarían 4 pisos más. En octubre de 2021, se anunció que sólo se construiría una torre de gran altura debido a la falta de interés en condominios dentro del área; el proyecto se detuvo en enero de 2022 citando más dificultades. El intento de construcción de nuevos rascacielos en el corazón de la ciudad siguió a los esfuerzos para reconstruir el centro de la ciudad en la década de 2010 y atraer a más residentes.

### Clima
El clima de Lafayette se describe como subtropical húmedo utilizando la clasificación climática de Köppen. Tiene precipitaciones durante todo el año, especialmente durante el verano. La temperatura más alta de Lafayette fue de 110 °F (43 °C); tiene veranos cálidos y húmedos e inviernos cálidos y húmedos.
| Parámetros climáticos promedio de Lafayette Regional Airport, Luisiana (normales 1991–2020, extremos 1893–presente) | Parámetros climáticos promedio de Lafayette Regional Airport, Luisiana (normales 1991–2020, extremos 1893–presente) | Parámetros climáticos promedio de Lafayette Regional Airport, Luisiana (normales 1991–2020, extremos 1893–presente) | Parámetros climáticos promedio de Lafayette Regional Airport, Luisiana (normales 1991–2020, extremos 1893–presente) | Parámetros climáticos promedio de Lafayette Regional Airport, Luisiana (normales 1991–2020, extremos 1893–presente) | Parámetros climáticos promedio de Lafayette Regional Airport, Luisiana (normales 1991–2020, extremos 1893–presente) | Parámetros climáticos promedio de Lafayette Regional Airport, Luisiana (normales 1991–2020, extremos 1893–presente) | Parámetros climáticos promedio de Lafayette Regional Airport, Luisiana (normales 1991–2020, extremos 1893–presente) | Parámetros climáticos promedio de Lafayette Regional Airport, Luisiana (normales 1991–2020, extremos 1893–presente) | Parámetros climáticos promedio de Lafayette Regional Airport, Luisiana (normales 1991–2020, extremos 1893–presente) | Parámetros climáticos promedio de Lafayette Regional Airport, Luisiana (normales 1991–2020, extremos 1893–presente) | Parámetros climáticos promedio de Lafayette Regional Airport, Luisiana (normales 1991–2020, extremos 1893–presente) | Parámetros climáticos promedio de Lafayette Regional Airport, Luisiana (normales 1991–2020, extremos 1893–presente) | Parámetros climáticos promedio de Lafayette Regional Airport, Luisiana (normales 1991–2020, extremos 1893–presente) |
| Mes | Ene. | Feb. | Mar. | Abr. | May. | Jun. | Jul. | Ago. | Sep. | Oct. | Nov. | Dic. | Anual |
| --- | --- | --- | --- | --- | --- | --- | --- | --- | --- | --- | --- | --- | --- |
| Temp. máx. abs. (°C)                                                                                                | 30.6 | 30.6 | 33.9 | 33.9 | 36.7 | 41.1 | 41.7 | 43.3 | 39.4 | 36.7 | 33.3 | 31.7 | 43.3 |
| Temp. máx. media (°C)                                                                                               | 16.8 | 18.9 | 22.6 | 26.1 | 29.9 | 32.3 | 33.1 | 33.5 | 31.7 | 27.4 | 21.9 | 18 | 26 |
| Temp. media (°C) | 11.6 | 13.8 | 17.2 | 20.7 | 24.7 | 27.6 | 28.5 | 28.6 | 26.5 | 21.5 | 16 | 12.7 | 20.8 |
| Temp. mín. media (°C)                                                                                               | 6.4 | 8.6 | 11.8 | 15.2 | 19.6 | 22.8 | 23.9 | 23.7 | 21.3 | 15.6 | 10.1 | 7.4 | 15.6 |
| Temp. mín. abs. (°C)                                                                                                | -12.2 | -14.4 | -5.6 | 0 | 5.6 | 10.6 | 15 | 14.4 | 5 | -2.8 | -6.1 | -12.8 | -14.4 |
| Precipitación total (mm)                                                                                            | 150.4 | 103.4 | 94.5 | 124.7 | 138.2 | 180.1 | 159.3 | 159 | 127.5 | 120.9 | 111.5 | 126 | 1595.4 |
| Días de precipitaciones (≥ 0.2 mm)                                                                                  | 10.0 | 9.3 | 8.7 | 7.5 | 8.4 | 12.2 | 14.1 | 12.2 | 9.4 | 7.6 | 8.3 | 9.8 | 117.5 |
| Fuente: NOAA | | | | | | | | | | | | | |

## Economía

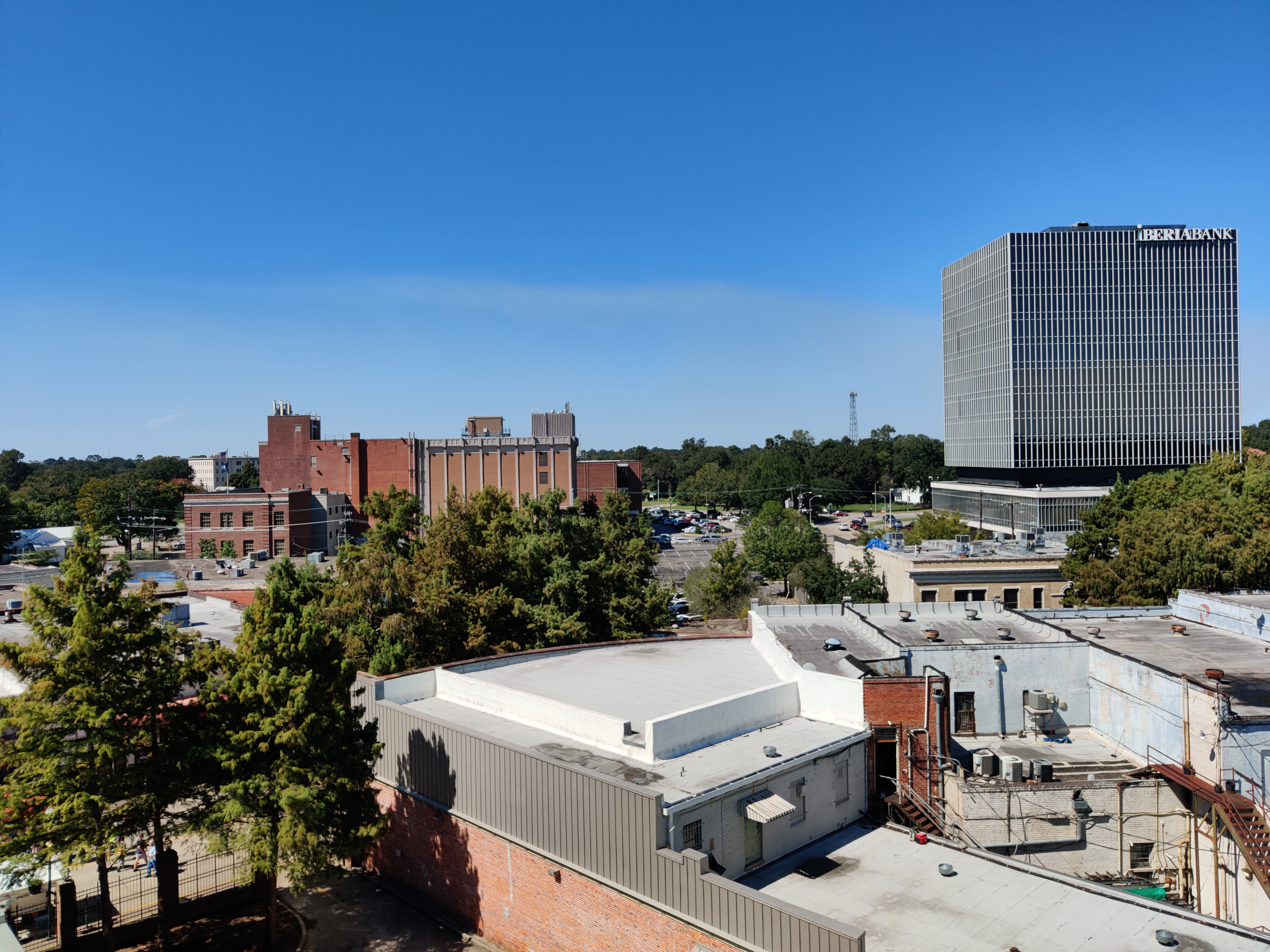
Torre IberiaBank (ahora First Horizon Bank), centro de Lafayette

Fundada y ocupada como comunidad agrícola hasta la década de 1940, Lafayette se convirtió en un centro de la industria del petróleo y el gas natural en Luisiana. Además, la ciudad y su área metropolitana se convirtieron en los principales centros de tecnología, atención médica y servicios sociales, aeroespacial, banca y comercio minorista de finales del siglo XX y principios del XXI. A partir de 2021, los principales empleadores de la ciudad-parroquia consolidada han sido Lafayette Parish School System, Lafayette General Health, Wood Group Production Services, Lafayette Consolidated Government, University of Louisiana at Lafayette, WHC, Inc., Walmart, el Centro médico regional Nuestra Señora de Lourdes, Schlumberger y Stuller, Inc. Las otras instituciones del Sistema de la Universidad de Louisiana y su campus de Lafayette han contribuido a un impacto de 10.9 mil millones de dólares en la economía del estado. Como uno de los principales empleadores en Lafayette, la universidad local tuvo un impacto estatal de $379 millones en 2015.
Las corporaciones prominentes con sede o una gran presencia en Lafayette han incluido o actualmente incluyen Albertsons, Amazon, Brookshire Grocery Company, CGI, First Horizon Bank, JP Morgan Chase, LUSFiber, el Sistema de Salud Ochsner, Petroleum Helicopters International, Perficient y Rouses Markets. Entre estas corporaciones, First Horizon Bank, con sede en Tennessee, absorbió a IberiaBank (una antigua institución bancaria con sede en Luisiana) en 2020. Otras corporaciones notables que estimulan la ciudad y las economías metropolitanas han sido Lowe's, Costco, y varias tiendas minoristas y departamentales nacionales en el Mall of Acadiana.
Clasificado como uno de los mejores lugares para jubilarse en Luisiana según Forbes en 2018, Lafayette también fue clasificado como uno de los mejores lugares para negocios y carreras en 2019; según Forbes, fue el n.° 25 en el costo de hacer negocios, el n.° 200 en crecimiento laboral y el n.° 175 en educación en todo el país. Según US News & World Report, su costo de vida ha contribuido a que sea clasificado como el segundo mejor lugar para vivir en Luisiana.

## Cultura

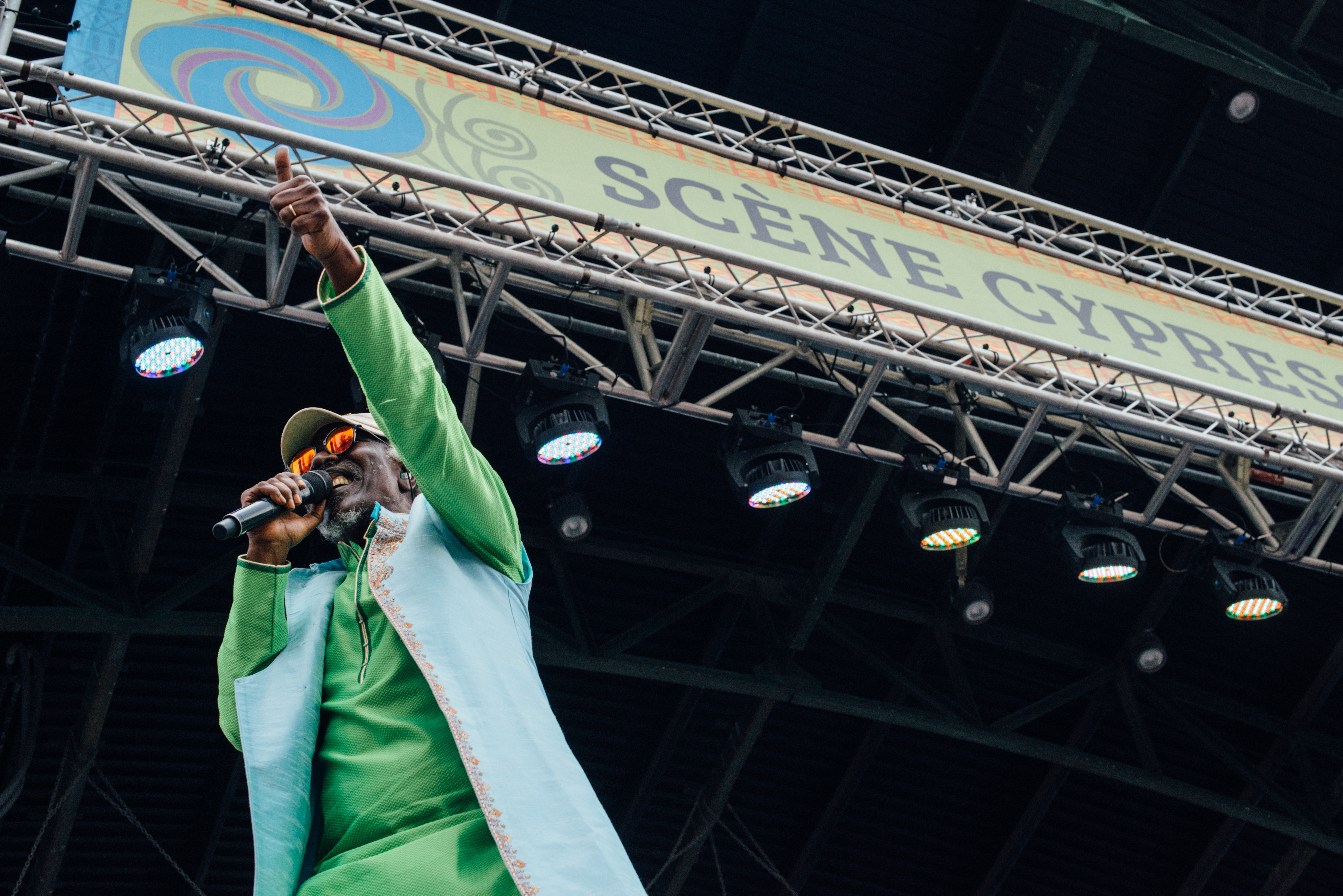
Alpha Blondy, de Costa de Marfil, en el Festival International de Louisiane de 2016

Ubicada en Acadiana, Lafayette es una ciudad diversa con una población metropolitana grande y en crecimiento a partir de 2015. El área metropolitana de Lafayette, que alberga a más de 478 384 residentes según el censo de 2020 y 490 220 según las estimaciones del censo de 2020, tiene una gran población criolla de Luisiana, cajún y una población sustancial nacida en el extranjero; se estima que 14,676 Lafayettiens eran residentes nacidos en el extranjero en 2019. Además, más del 36% de los extranjeros procedían de Asia entre 2014 y 2019.
Muchos eventos anuales celebran las diversas culturas de Lafayette. Entre las reuniones culturales que se organizan en la ciudad destacan los Festivales Acadiens et Créoles, Festival International de Louisiane, boudin Cookoff y Bacon Fest, la Feria Estatal Cajun Heartland, y Le Festival de Mardi Gras à Lafayette. Los residentes también celebran sus identidades culturales visitando Acadian Village o Vermilionville Historic Village. Muy apreciada por su diversa cultura gastronómica y de restaurantes, Lafayette ha sido considerada como la cuarta que tiene más restaurantes per cápita en Luisiana desde 2015.
es la sede de la Orquesta Sinfónica y del Conservatorio de Música de Acadiana, de la Coral Acadiana, del Teatro de Ballet y Conservatorio de Danza de Lafayette, de la Banda de Conciertos de Lafayette y de la Sociedad de Artes Escénicas de Acadiana, así como del Museo de Arte de la Universidad Paul y Lulu Hilliard, el Centro Acadiana para las Artes y el Centro de Artes Escénicas Heymann, Lafayette ha presentado la obra Madea's Farewell de Tyler Perry en 2019.
La película para televisión de 2018, The Christmas Contract, ambientada en Lafayette, presenta muchas costumbres navideñas cajún. En la trama, Jolie Guidry (Hilarie Burton) teme regresar a su ciudad natal cuando se entera de que su exnovio, Foster Broussard (Hunter Burke) estará presente en las reuniones sociales con su nuevo interés amoroso. Jolie convence a Jack (Robert Buckley) para que sea su escolta "contratada" en Lafayette. Entonces florece el romance entre Jolie y Jack. Bruce Boxleitner interpreta al padre de Jolie, Tim.
En la década de 1980 dos nativos de Lafayette, W.Axl Rose, jr (Axl Rose) y Jeffrey Isbell (Izzy Stradlin), amigos de la adolescencia, emigraron hacia Los Ángeles y formaron una de las bandas más influyentes de la escena musical y pilares del hard rock como es Guns n' Roses.  Claro que hoy Izzy ya no forma parte de las líneas pero es el responsable junto a Rose, Slash, Duff McKagan y Steven Adler del sonido arrollador de GN'R por más cambios que haya sufrido la formación.

## Deportes

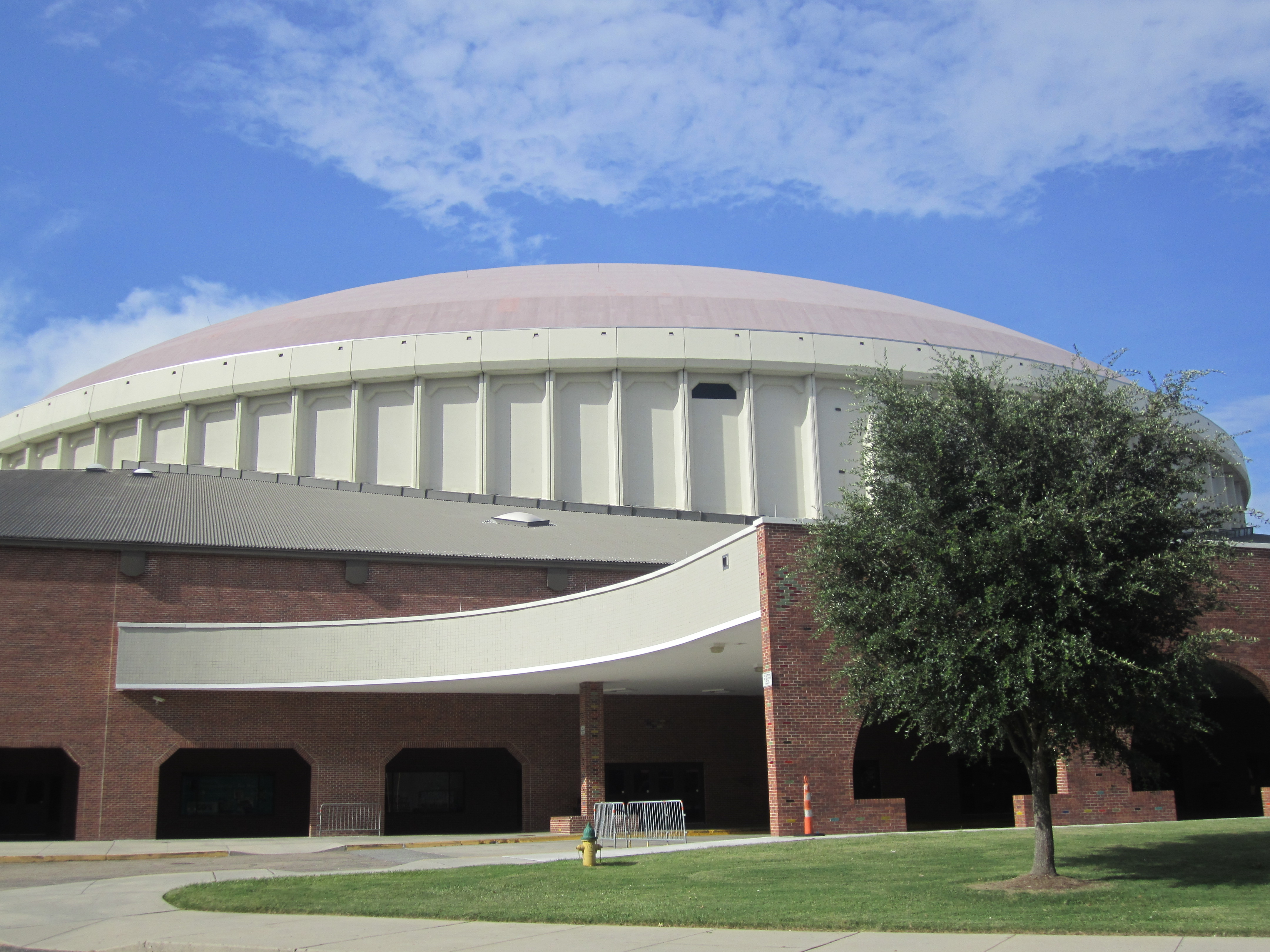
El Cajundome

Lafayette es la sede de los Louisiana Ragin' Cajuns, los equipos atléticos de la Universidad de Louisiana en Lafayette. Entre 1995 y 2005, Lafayette tenía un equipo de hockey, Louisiana IceGators ECHL. En 2009, los IceGators regresaron como miembros de la Liga de hockey profesional del sur hasta 2016. También de 2009 a 2012, Lafayette contó con los Lafayette Wildcatters de la Southern Indoor Football League. Igualmente, se convirtió en la sede del Lafayette Bayou Bulls, un programa de fútbol semiprofesional que comenzó en 2003. Los equipos de fútbol Lafayette SwampCats (1997–1999) y Lafayette Swamp Cats (2000–2004) jugaron en la ciudad. El Cajun Soccer Club de la Gulf Coast Premier League se fundó en 2013; Louisiana Krewe FC jugó en la Gulf Coast Premier League antes de unirse a la USL League Two para la temporada 2022.
El área de Lafayette alberga varias instalaciones deportivas: Blackham Coliseum, Cajundome, Cajun Field, Earl K. Long Gymnasium, Evangeline Downs y Planet Ice Skating and Hockey Arena.
Lafayette fue la sede de varios equipos de las Ligas Menores de Béisbol, en distintas temporadas desde 1907 hasta 2000. Lafayette fue afiliado de los St. Louis Browns 1936-1941, Chicago Cubs (1955-1957) y San Francisco Giants (1975-1976). Los Lafayette Browns (1907), Lafayette Hubs (1920), Lafayette White Sox (1934-1942), Lafayette Bulls (1948-1953), Lafayette Oilers (1954-1957), Lafayette Drillers (1975-1976) y Bayou Bullfrogs (1998) -2000) todos jugados en Lafayette. Los equipos eran miembros de la Liga de la Costa del Golfo (1907), la Liga Estatal de Luisiana (1920), la Liga Evangeline (1934-1942, 1948-1953, 1954-1957), la Liga de Texas (1975-1976) y la Liga Texas-Louisiana (1998). -2000). Los equipos de Lafayette jugaron en Parkdale Park (1934-1942), Clark Field (1945-1957, 1975-1976) y Tigue Moore Field (1998-2000).
Dustin Poirier, exluchador y excampeón interino del peso ligero de la UFC, nació y se crio en Lafayette.
Daniel Cormier, exluchador y excampeón de peso pesado de Strikeforce y excampeón del peso pesado y peso semipesado de UFC, nació y ese crio en Lafayette.
Armand Duplantis, dos veces medallista de oro olímpico y actual poseedor del récord mundial en salto con pértiga, nació y creció en Lafayette. Representa la tierra natal de su madre, Suecia.

## Gobierno

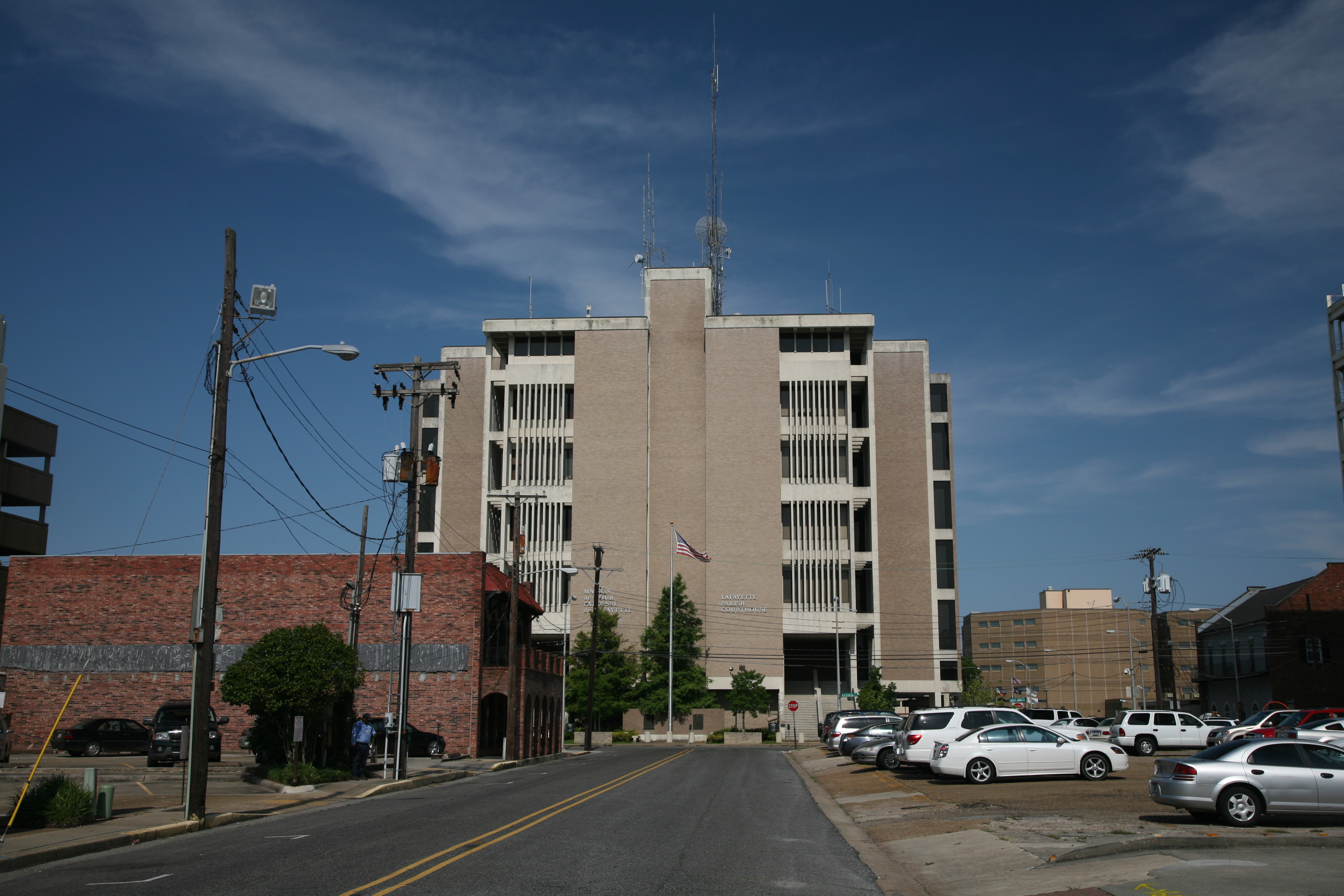
Palacio de justicia de la parroquia de Lafayette

Palacio de Justicia John M. Shaw

Lafayette tiene un gobierno municipal-parroquial consolidado, conocido como el Gobierno Consolidado de Lafayette; los votantes de las parroquias acordaron la consolidación de los gobiernos de la ciudad y las parroquias en 1996. El director ejecutivo de Lafayette inicialmente se llamaba presidente de la ciudad-parroquia, pero ahora se lo conoce como alcalde-presidente del Gobierno Consolidado de Lafayette. El republicano Josh Guillory fue elegido para este cargo más recientemente.
La consolidación de la ciudad y la parroquia ha sido objeto de continuo debate público a lo largo de los años. En 2011, una comisión de estatutos recomendó la desconsolidación, aunque los votantes de la parroquia rechazaron la recomendación. En 2018, los votantes separaron el consejo único de ciudad-parroquia en un consejo municipal para representar a la ciudad de Lafayette y un consejo parroquial para representar a la parroquia de Lafayette. El alcalde-presidente sigue siendo elegido en toda la parroquia. En 2021, el consejo de la ciudad aprobó una resolución que pedía otra comisión de estatutos para analizar las enmiendas a los estatutos y, si es necesario, la desconsolidación. El Consejo Parroquial de Lafayette no estuvo de acuerdo con la propuesta de la comisión de estatutos. Las obras públicas y otros servicios, como el uso de la tierra y la revisión de planos, son operados por el Gobierno Consolidado de Lafayette para servir a la ciudad de Lafayette y las áreas no incorporadas de Lafayette Parish, y por contrato a algunos de los municipios del área. Las reglas de zonificación se aplican solo dentro de la ciudad y las áreas no incorporadas de Lafayette Parish.
Algunos municipios vecinos han adoptado sus propios protocolos de planificación y zonificación. Las ciudades y pueblos suburbanos y rurales mantienen consejos municipales independientes, ejecutivos locales, departamentos de policía y bomberos y otros servicios públicos. El LPSS opera independientemente de cualquier municipio y su jurisdicción es colindante con la parroquia de Lafayette.
Lafayette alberga una oficina regional del Departamento de Calidad Ambiental de Luisiana y la sede del Consejo para el Desarrollo del Francés en Luisiana, la agencia estatal que supervisa la preservación y documentación del francés de Luisiana para el turismo, el desarrollo económico, la cultura, la educación, y el desarrollo de las relaciones internacionales con otras regiones y países francófonos.

### Seguridad Pública
La ciudad de Lafayette es atendida principalmente por el Departamento de Policía de Lafayette, aunque la Oficina del Sheriff de la parroquia de Lafayette, el alguacil de la ciudad de Lafayette y el Departamento de Policía de la Universidad de Luisiana mantienen jurisdicción en toda la ciudad y sus alrededores. Siguiendo las tendencias nacionales de COVID-19 de 2019 a 2020, Lafayette ha experimentado un aumento en los delitos violentos según la Oficina Federal de Investigaciones. En 2020, la ciudad experimentó 712 delitos violentos frente a los 664 de 2019; según un profesor de la Universidad de Luisiana en Lafayette, los delitos violentos estaban disminuyendo antes de la pandemia. En 2018 la ciudad experimentó 9 homicidios y 17 en 2020; a modo de comparación, hubo 195 homicidios en Nueva Orleans en 2020 y 100 en Baton Rouge. En total, Lafayette se clasificó como la vigésima ciudad más segura en general en Luisiana y la más segura de los cuatro municipios más grandes de Luisiana en 2021.

## Medios de comunicación
El principal diario de Lafayette es The Daily Advertiser, propiedad de Gannett (editores de USA Today). Establecido en 1865 como Weekly Advertiser, compró el periódico local alternativo The Times of Acadiana en 1998. Otros periódicos destacados en el área de Lafayette incluyen Acadiana Profile, The Advocate con sede en Baton Rouge y su periódico local The Acadiana Advocate, The Independent, y The Vermilion con sede en UL. The Current es una organización de noticias en línea sin fines de lucro que publica desde 2017.
Con licencias para más de 22 estaciones de radio FM y AM en su área metropolitana, Lafayette incluye Valcour Records y ML1 Records en su metrópolis. Las principales estaciones de televisión incluyen KATC 3 (ABC), KLFY-TV (CBS), KLAF-LD (NBC), KADN-TV (Fox) y KLPB-TV (PBS). Otras estaciones importantes que prestan servicios en el área de Lafayette incluyen KALB-TV de Alexandria (CBS y NBC), WBRZ (ABC) de Baton Rouge, WAFB (CBS), WGMB-TV (Fox), WVLA-TV (NBC) y Lake Charles' KPLC-TV (NBC). Según Nielsen Media Research, el mercado de televisión de Lafayette fue el 123 más grande de los Estados Unidos a partir de 2019.

## Transporte
El Aeropuerto Regional de Lafayette, ubicado en la US Highway 90 (futura Interestatal 49), en el lado sureste de la ciudad con servicios de aerolíneas de pasajeros programados diariamente sin escalas a Atlanta, Dallas/Fort Worth, Houston y, a partir del 2 de abril de 2021, a Charlotte, es el principal aeropuerto de Acadiana. Los servicios chárter también salen de Lafayette Regional, así como vuelos en helicóptero y aviones de carga. El 20 de enero de 2022 se inauguró una nueva terminal de pasajeros de aerolíneas en el aeropuerto de Lafayette.
Junto con sus métodos de transporte aéreo, la Interestatal 10 y la Interestatal 49 son las carreteras principales, con un tren de pasajeros. El tren de Amtrak Sunset Limited ofrece servicio tres días a la semana desde Nueva Orleans y Los Ángeles, California, con paradas seleccionadas en Luisiana, Texas, Nuevo México, Arizona y California. Las conexiones están disponibles en Nueva Orleans a Chicago y a la costa este a través de Atlanta. El servicio hacia el este a Orlando, Florida, sigue suspendido tras el paso del huracán Katrina. Greyhound también opera una estación en el centro de Lee Avenue con destinos al este y al oeste en la I-10, al norte en la I-49 y al sureste en la US Hwy 90. El Sistema de tránsito de Lafayette (anteriormente Tránsito de la ciudad de Lafayette (COLT) brinda servicio de autobús; el transporte público se proporciona únicamente dentro de los límites de la ciudad de Lafayette.
Hay ciertas áreas dentro de la ciudad de Lafayette dedicadas a convertirse en una comunidad amigable con las bicicletas. El Subcomité de bicicletas de la MPO de Lafayette se reúne una vez al mes y ha desarrollado metas a largo plazo para andar en bicicleta en el área. BikeLafayette es la organización de defensa de las bicicletas del área que es muy activa en la promoción de la conciencia, la seguridad y la educación sobre las bicicletas en Acadiana. TRAIL es una organización que promueve el ciclismo, el canotaje y las actividades peatonales. La Universidad de Luisiana en Lafayette ha instalado un sendero para bicicletas pavimentado fuera de la carretera que comienza en su Centro de Horticultura en Johnston Street y se extiende por Cajundome Boulevard hasta Eraste Landry Road. Quedan varios senderos para bicicletas / peatones fuera de uso de las décadas de 1970 y 1980, pero no están señalizados. Se está desarrollando un sendero recreativo que se extiende desde el centro de Lafayette hasta la región de Cypress Island de la parroquia de Saint Martin. Este camino conectará el vecino Breaux Bridge y Saint Martinville con Lafayette.
US Route 90 (co-firmado con Evangeline Thruway, Mudd Avenue y Cameron Street dentro de los límites de la ciudad) y US Route 167 (co-firmado con I-49, Evangeline Thruway y Johnston Street). Ambassador Caffery Parkway, llamada así por Jefferson Caffery, sirve como un bucle parcial que conecta la I-10 en la salida 100 al oeste y la US 90 al sur. Otras carreteras arteriales incluyen Verot School Road (LA 339), West Congress Street, Kaliste Saloom Road (LA 3095), Ridge Road, Carmel Drive/Breaux Bridge Highway (LA 94), University Avenue (LA 182), Pinhook Road (LA 182), Camellia Boulevard, Guilbeau Road, Moss Street, Willow Street, Louisiana Avenue, Pont Des Mouton Road, Eraste Landry Road y South College Road.